# KV21
Le tombeau KV 21 est situé dans la vallée des Rois, dans la nécropole thébaine sur la rive ouest du Nil face à Louxor en Égypte. Il contient les momies de deux femmes supposées être des reines de la XVIIIe dynastie.